# Hydrellia frontosa
Hydrellia frontosa är en tvåvingeart som beskrevs av Becker 1926. Hydrellia frontosa ingår i släktet Hydrellia och familjen vattenflugor.
Artens utbredningsområde är Rumänien. Inga underarter finns listade i Catalogue of Life.